# Ngancar (Plaosan)
Ngancar is een bestuurslaag in het regentschap Magetan van de provincie Oost-Java, Indonesië. Ngancar telt 2085 inwoners (volkstelling 2010).